# 3rd Pursuit Group

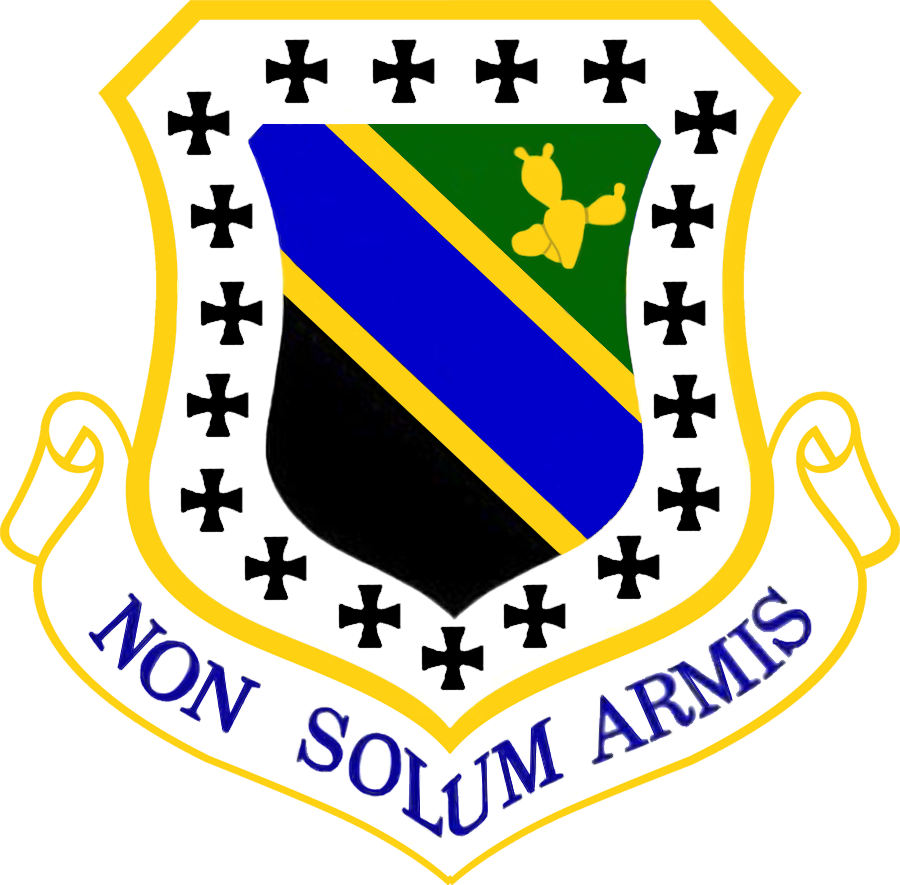
Emblemat 3rd Pursuit Group

3rd Pursuit Group – grupa lotnicza United States Army Air Service działająca przy 1 Armii. W czerwcu 1918 roku utworzył ją generał Benjamin Delahauf Foulois, ówczesny dowódca United States Army Air Service. Pierwszymi jednostkami, które weszły w skład grupy, były 28 Aero i 103 Aero. Później dołączyły jeszcze 93 Aero i 103 Aero.
Jednostka istniała do grudnia 1919 roku, kiedy to została przeorganizowana i nazwana Army Surveillance Group.